# Eyach (Ammer)
Die Eyach ist ein etwa 14 km langer, rechter Zufluss der Ammer im Landkreis Weilheim-Schongau in Oberbayern.

## Verlauf
Die Eyach entsteht durch den Zusammenfluss von Dorfbach und Röthenbach östlich von Böbing. Nach der Vereinigung beider Quellbäche wendet sich die Eyach zunächst Richtung Osten und durchfließt den Weiler Ajamühle. Sie fließt weiter in südöstliche Richtung und dreht nach etwa 7 km auf Nord-Ost. Weiter mäandriert sie Richtung Norden und mündet bei Oberhausen in die Ammer.

## Zuflüsse
- Dorfbach (linker Quellbach)
- Röthenbach (rechter Quellbach)

- Kohlbach (links)
- Schustergraben (links)
- Vogelbach (rechts)
- Kühgraben (rechts)